# جائزة الأوسكار لأفضل تصوير سينمائي
جائزة الأوسكار لأفضل تصوير سينمائي هي جائزة تمنح كل عام إلى المصور السينمائي الذي أبدع بالتصوير السينمائي، الجائزة تقدمها أكاديمية فنون وعلوم الصور المتحركة.

## الفائزون والمرشحون

### عقد 2010
| السنة | الفيلم                | المرشحون        |
| ----- | --------------------- | --------------- |
| 2010  | استهلال (فيلم)        | والي فيستر      |
| 2010  | بلاك سوان             | ماثيو ليبيتيك   |
| 2010  | خطاب الملك (فيلم)     | داني كوين       |
| 2010  | الشبكة الاجتماعية     | Jeff Cronenweth |
| 2010  | عزم حقيقي (فيلم 2010) | روجر ديكنز      |
| 2011  |                       |                 |